# Ghiacciaio Vinje
Il ghiacciaio Vinje è un ampio ghiacciaio lungo circa 37 km situato sulla costa della Principessa Astrid, nella Terra della Regina Maud, in Antartide. Il ghiacciaio, il cui punto più alto si trova a oltre 1750 m s.l.m., si trova in particolare nel gruppo montuoso dei monti Orvin, dove fluisce verso nord-ovest scorrendo tra il monte Fenriskjeften e i monti Filchner.

## Storia
Il ghiacciaio Vinje fu scoperto e fotografato per la prima volta nel 1939 grazie a ricognizioni aeree svolte durante la spedizione tedesca Nuova Svevia, 1938-39, ed in seguito rimappato più dettagliatamente da cartografi norvegesi grazie a ricognizioni effettuate nel corso della sesta spedizione antartica norvegese, svoltasi nel 1956-60, che lo battezzarono con il suo attuale nome in onore di T. Vinje, un meteorologo che fece parte della spedizione norvegese dal 1956 al 1958.